# ژنلسون کاروالیو
ژنلسون کاروالیو (پرتغالی: Janelson Carvalho؛ زادهٔ ۲۴ مارس ۱۹۶۹) بازیکن والیبال اهل برزیل بود.